# Pau Casals

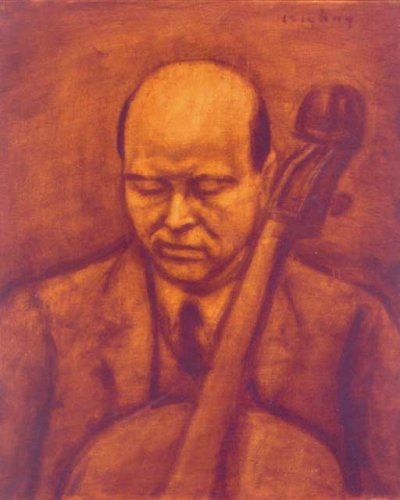
Czigány Dezső: Pablo Casals portréja

Pau Carles Salvador Casals i Defilló (El Vendrell, 1876. december 29. – San Juan, 1973. október 22.) közismert művésznevén Pablo Casals, katalán származású spanyol csellóvirtuóz, karmester, komponista.

## Életrajza
El Vendrellben született, Katalóniában. Édesanyja előkelő katalán családból származott, édesapja, Carles Casals i Ribes (1852–1908) szegény templomi orgonista volt. Fiát zongorázni, hegedülni és orgonálni tanította. 11 éves korában először hallott csellót vándorzenészektől. 1888-ban anyja Barcelonába vitte, ahol a Escola Municipal de Músicán tanult csellózni, zongorázni és szolfézst. 1891. február 21-én szóló csellókoncertet adott 14 évesen, már ekkor őstehetségnek tartották. Két évvel később kitüntetéssel elvégezte az iskolát. 1905-ben Jacques Thibaud hegedűssel és Alfred Cortot zongoraművésszel megalakította a hamarosan világhíressé váló trióját. 1919-ben Barcelonában Orquestra Pau Casals néven szimfonikus zenekart hozott létre. A spanyol polgárháború alatt a köztársaságiakat támogatta, ezért a polgárháborút követően a franciaországi katalán településre, Prades-ba költözött, ahol 1950-ben létrehozta a Prades-i Pablo Casals Fesztivált. 1956-ban Puerto Ricóban telepedett le, ahol megalapította a San Juan-i Ünnepi Játékokat. Búcsúhangversenyét 1967-ben, kilencvenegy évesen adta, de három évvel később még New Yorkban száz csellistával a tiszteletére adott hangversenyen elvezényelte egyik saját művét.

## Előadóművészete
Mind a kamarazene, mind a versenyművek tolmácsolása terén a 20. század egyik, ha nem a legjelentősebb gordonkaművészének számít. 1936  és 1939 között lemezre rögzítette Johann Sebastian Bach szólószvitjeit, amelyeket a mai napig a ciklus referencia-felvételeiként tartanak számon. Karmesterként is jelentős, híresek a Brandenburgi versenyek, illetve Beethoven szimfónia-felvételei.

## Zeneszerzői tevékenysége
Komponistaként kevésbé ismert, mint előadóművészként. Jelentősebb szerzeményei: La vision de Fray Martin szimfonikus költemény, az El pesebre oratórium és a Miserere.

## Magyarországi vonatkozások
Casals hosszú pályafutása alatt több ízben megfordult Magyarországon. 1910. decemberi, budapesti hangversenye alkalmából – amelyről a Nyugat is közölt kritikát – összeismerkedett Czigány Dezső festőművésszel, aki több portrét készített róla. Tóth Árpádot versre ihlette gordonkajátéka.
Osztrák–magyar udvari művész, a Ferenc József-rend kitüntetettje volt.

## Emléke
Nevét az EN 274 számú, "Pau Casals" márkanevű EuroNight járat őrizte, mely Zürich és Barcelona között közlekedett.

## Magyarul
- Öröm és bánat. Pablo Casals emlékei; feljegyezte Albert E. Kahn, ford. Báti László; Zeneműkiadó, Bp., 1973

## Lásd még
- Csellisták listája